# Крістофер Карлсон
Крістофер Карлсон (14 березня 1997 ) — американський веслувальник, бронзовий призер Олімпійських ігор 2024 року.

## Виступи на Олімпіадах
| Олімпіада  | Дисципліна | Місце |
| ---------- | ---------- | ----- |
| Париж 2024 | вісімки    | 3     |

## Зовнішні посилання
- Крістофер Карлсон на сайті World Rowing (англійська)